# 戸神 (印西市)
戸神（とかみ）は、千葉県印西市の大字。郵便番号270-1348。

## 地理
北は戸神台、北東は内野、東は船尾、南から西は武西、北西は武西学園台に隣接している。

## 世帯数と人口
2017年（平成29年）10月31日現在の世帯数と人口は以下の通りである。
| 大字 | 世帯数 | 人口  |
| ---- | ------ | ----- |
| 戸神 | 69世帯 | 200人 |

## 小・中学校の学区
市立小・中学校に通う場合、学区は以下の通りとなる。
| 番地 | 小学校             | 中学校             |
| ---- | ------------------ | ------------------ |
| 全域 | 印西市立船穂小学校 | 印西市立船穂中学校 |

## 施設
- 戸神集会所
- 宗像神社
- 戸神機場

## 交通

### コミュニティバス
- 印西市ふれあいバス[5][6]
  - 南ルート（千葉ニュータウン循環ルート）[7]
    - （94船尾町田） - 95戸神入口 - （96武西）

### 道路
- 主要地方道
  - 千葉県道61号船橋印西線
- 都道府県道
  - 千葉県道190号千葉ニュータウン南環状線